# Бронювання готелів
Бронювання готелів — процес, який полягає в тому, що подорожуючий, чи його довірена особа домовляється з адміністрацією готелю про те, що певний номер буде зарезервовано на його ім'я. Це, як правило, гарантує наявність кімнати на час прибуття.
При бронювання подорожуючий, як правило, повідомляє свої особисті дані. Більшість готелів теж вимагають кредитну картку як гарантію платоспроможності клієнта.
Подорожуючий може відмовитись від бронювання чи змінити дати прибуття-відбуття, заздалегідь попередивши готель про зміни своєї подорожі.
При відмові від бронювання, в залежності від правил готелю, подорожуючому можливо доведеться заплатити частку чи повну суму попередньо замовлених послуг.
Бронювати готелі можна безпосередньо чи через агенцію подорожей. З розвитком Інтернету, дедалі більше набувають популярності онлайн-системи бронювання готелів, які дають змогу легко шукати готелі по різноманітних критеріях, наприклад, таких як ціна, наявність телебачення, телефону, міні-бару, басейну тощо..

## Нюанси бронювання готелів на сайті booking.com[4]
1. Оплата в готелі, а не на сайті Незважаючи на те, що ви вказуєте дані своєї кредитної картки при бронюванні, ніяких коштів від вас booking.com не отримує. Оплата відбувається вже в готелі, а не при бронюванні. Ваша картка є лише гарантією бронювання, повний розрахунок за проживання відбудеться вже по приїзду в готель.
2. Дані вашої картки будете знати не тільки ви booking.com використовує дані вашої картки тільки з однією метою — щоб передати їх в готель для предавторізації, про яку ми розповіли в першому пункті. Це означає, що всі дані, необхідні для списання коштів, потраплять в руки незнайомих вам осіб. Тому варто ввести обмеження на максимальну суму списання з вашої картки на випадок появи шахрая (наприклад, який звільнився адміністратор готелю), який отримав ваші дані та може використовувати їх для оплати послуг онлайн колись завгодно. Такі випадки були.
3. Звертайте увагу на тариф Найчастіше ви можете бачити дві або навіть більше ціни на один і той же номер. В такому випадку уважно вивчіть правила бронювання для кожного з варіантів. Ймовірно, що у випадку бронювання номера за більш низькою ціною не передбачена відмова від бронювання або відсутнє харчування.
4. Візи Дуже важливий момент — більшість європейських консульств не приймають після завершення бронювання готелю (обов'язковий документ для візи) ваучер від booking.com (і інших відомих систем бронювання теж). Це означає, що забронювавши готель на booking.com, ви не зможете отримати шенгенську візу в більшості випадків. Якщо ви збираєтеся їхати до Європи, обов'язково уточніть, чи підійде для консульства бронювання «з інтернету», щоб захистити себе від втрат часу і коштів.
5. Значна частина готелів в Україні не дотримується правила єдиної ціни та перекладає комісію на плечі клієнта. Таким чином, житло, заброньоване через Booking та подібні служби виявляється дорожчим на суму комісії.